# Saskatchewangletsjer

De terugtrekking van het Columbia-ijsveld tussen 1990 en 2000. De Saskatchewan-gletsjer is de grote tong aan de linkerkant

De Saskatchewangletsjer is een gletsjer op ongeveer 120 km ten noordwesten van de plaats Banff in het nationaal park Banff in de provincie Alberta in Canada. De gletsjer komt voort uit het Columbia-ijsveld dat aan het Continental Divide ligt. De gletsjer is de belangrijkste waterbron voor de rivier de North Saskatchewan. De gletsjer is bereikbaar vanaf de Icefields Parkway.
De gletsjer is ongeveer 13 kilometer lang en bestrijkt een gebied van 30 km². In 1960 werd de dikte van 400 meter gemeten over een afstand van 8 km vanaf de eindslurf. Tussen 1893 en 1953 is de Saskatchewan met een lengte van 1364 meter teruggetrokken, waarbij er zich tussen 1948 en 1953 een gemiddelde terugloop van 55 meter per jaar voltrok.
- Library of Congress Control Number: sh85117617
- Nationale Bibliotheek van Israël: 987007558484305171
- Virtual International Authority File: 315526621